# Pluton Specjalnego Przeznaczenia Sztabu Wojsk Lotniczych Sił Zbrojnych Komitetu Wyzwolenia Narodów Rosji
Pluton Specjalnego Przeznaczenia Sztabu Wojsk Lotniczych Sił Zbrojnych Komitetu Wyzwolenia Narodów Rosji (ros. Bзвод особого назначения штаба Военно-воздушных сил Вооруженных Сил КОНР) – oddział wojskowy wojsk lotniczych Sił Zbrojnych Komitetu Wyzwolenia Narodów Rosji pod koniec II wojny światowej.
Oddział został utworzony na pocz. 1945 r. Dowódcą został por. Fatianow, zaś jego zastępcą ppor. B. Tarasow. Składał się z grupy kadetów młodszych klas 1 Rosyjskiego Korpusu Kadetów Księcia Konstantina Konstantinowicza, który został ewakuowany we wrześniu 1944 r. z okupowanej Jugosławii do Niemiec. Na czele kadetów stał ostatni komendant Korpusu gen. Aleksandr G. Popow, którego dołączono nieformalnie do sztabu. Pluton pełnił zadania ochronne przy sztabie wojsk lotniczych Sił Zbrojnych Komitetu Wyzwolenia Narodów Rosji pod dowództwem gen. Wiktora I. Malcewa.